# HD 37297
HD 37297，又名CP-64 456，SAO 249309、HR 1917，是一颗恒星，视星等为5.34，位于銀經273.8，銀緯-32.72，其B1900.0坐标为赤經5h 32m 26.8s，赤緯-64° -32.72′ 37″。